# Gwynplaine
Gwynplaine är en fiktiv person i Victor Hugos roman Skrattmänniskan (L'Homme qui rit).
Karaktäristiskt är att hans ansikte är missbildat så att han alltid har ett groteskt leende.
Hans utseende har inspirerat till Jokern i Batman.